# Clã Utsunomiya

O Mon (brasão) do Clã Utsunomiya

O Clã Utsunomiya (宇都宮氏, Utsunomiya-shi) foi um antigo clã da história do Japão na Província de Shimotsuke que descendia do Clã Fujiwara através do Kanpaku Fujiwara no Michikane (955-995) .
O filho mais velho de filho de Michikane  foi um monge chamado Sōen e foi responsável pelo templo  Futara (e que faz parte do Complexo de Nikko). Seu filho Munetsuna construiu um castelo em Utsunomiya e passou a utilizar Utsunomiya como seu nome de família  .
Utsunomiya Kintsuna (1302-1356). Filho de Sadatsuna foi governador da Província de Bizen  .
Utsunomiya  Hirotsuna (1544-1590). Se aliou ao Clã Uesugi e depois ao Clã Go-Hōjō, com a queda destes depois do Cerco de Odawara (1590), ligou-se a  Tokugawa Ieyasu e este o confirmou como Daimyō do Domínio de Utsunomiya, mas morreu em 1607, e o Clã desapareceu com ele . 